# TuRa Harksheide
TuRa Harksheide (offiziell: Turn- und Rasensportverein Harksheide e. V. von 1945) ist ein Sportverein aus dem Norderstedter Stadtteil Harksheide im Kreis Segeberg. Mit über 4.000 Mitgliedern in 30 Abteilungen gehört TuRa zu den größten Sportvereinen Schleswig-Holsteins. Der Verein nimmt am Spielbetrieb des Hamburger Fußball-Verbands teil. Die erste Fußballmannschaft spielt in der fünftklassigen Oberliga Hamburg und nahm zweimal am DFB-Pokal teil.

## Geschichte

Altes Vereinslogo

Der Verein wurde am 16. Juni 1945 als Harksheider Sport-Club gegründet. Drei Jahre später erfolgte die Umbenennung in TuRa Harksheide. Gleichzeitig spaltete sich die SpVgg Friedrichsgabe ab, die sich später in SV Friedrichsgabe umbenannte. Seit 1970 trägt TuRa das Gründungsjahr 1945 im offiziellen Vereinsnamen.
In den Anfangstagen bot der Verein nur Fußball, Handball und Boxen an. Inzwischen bietet TuRa noch die Sportarten Aikidō, Badminton, Basketball, Cheerleading, Fitnessstudio, Gesundheit + Rehasport, Gymnastik + Fitness, Inlineskaten, Judo, Karate, Leichtathletik, Nordic Walking, Orientierungslauf, Pilates, Qigong, Schach, Schwimmen, Skat, Spielmannszug, Sportabzeichen, Tanzen, Trendsport, Tischtennis, Turnen, Versehrtensport und Volleyball an. Früher gab es noch eine Abteilung für American Football, die unter dem Namen Harksheide Beavers antrat.

### Fußball
Die TuRa-Fußballer stiegen nach vielen Jahren in unteren Spielklassen 1965 in die Verbandsliga Hamburg auf, die seinerzeit die zweithöchste Amateurliga Hamburgs bildete. Zwei Jahre später mussten die Harksheider wieder absteigen, bevor im Jahre 1970 der Wiederaufstieg gelang und die erfolgreichste Zeit der Abteilung eingeläutet wurde. 1972 wurde die erstmalige Qualifikation zum DFB-Pokal nur knapp verpasst, als TuRa das Schlussrundenspiel im Norddeutschen Pokal gegen den HSV Barmbek-Uhlenhorst mit 0:2 nach Verlängerung verlor. Ein Jahr später gelang der Aufstieg in die seinerzeit Landesliga genannte höchste Amateurliga, bevor es 1975 wieder eine Klasse nach unten ging.
1976 qualifizierten sich die Harksheider dann für den DFB-Pokal und verloren in der ersten Runde beim Zweitligisten SG Wattenscheid 09 mit 1:5. Ein Jahr später trafen die TuRaner in Runde eins auf den SV Ottweiler aus dem Saarland. Nach einem 1:1 nach Verlängerung auf eigenem Platz kam es zum Wiederholungsspiel, wo die Ottweiler knapp mit 2:1 gewannen. In der Meisterschaft kämpften die Harksheider mit dem 1. SC Norderstedt um die lokale Vorherrschaft, den die Harksheider verlieren sollten. 1985 stieg TuRa in die Bezirksliga ab und kehrte zwei Jahre später zurück, bevor in der folgenden Saison 1987/88 der Durchmarsch in die Verbandsliga gelang. Zwei Jahre später stiegen die Harksheider wieder aus dem Hamburger Oberhaus ab.
Dort wurde TuRa in die Bezirksliga durchgereicht und kehrte 1994 in die Landesliga zurück. Ein Jahr später wurden die Harksheider Vizemeister und standen vor dem erneuten Durchmarsch in die Verbandsliga. Allerdings verlor die Mannschaft das Entscheidungsspiel gegen Blau-Weiß Schenefeld deutlich mit 0:6. Nach einem erneuten Abstieg kehrte die Mannschaft im Jahre 2002 in die Landesliga zurück und rutschte später bis in die Kreisliga ab. 2008 ging es wieder rauf in die Bezirksliga, bevor fünf Jahre später der Sprung in die Landesliga gelang. Im Jahr 2022 gelang der Aufstieg in die Oberliga. Heimspielstätte ist der Collatz + Schwartz Sportpark, der auch unter dem Namen Exerzierplatz bekannt ist.

### Schach
Die Frauenmannschaft spielt seit dem Aufstieg im Jahre 2013 in der 2. Frauenbundesliga. In der Saison 2015/16 gelang durch den Gewinn der Ost-Staffel der 2. Frauenbundesliga der Aufstieg in die 1. Frauenbundesliga, allerdings musste die Mannschaft direkt wieder absteigen. In der Saison 2017/18 gelang durch den Gewinn der West-Staffel der 2. Frauenbundesliga der erneute Aufstieg in die 1. Frauenbundesliga.

### Handball
Die Handballabteilung fusionierte am 4. Mai 1987 mit dem Handballabteilungen des Glashütter SV, des 1. SC Norderstedt und des SV Friedrichsgabe zur HG Norderstedt.

### Volleyball
Die Volleyballfrauen spielten 1984/85 und 1985/86 in der zweiten Bundesliga Nord. Von 1986 bis 2001 bestand unter dem Namen VG Alstertal-Harksheide eine Fusion mit der Volleyballabteilung des TuS Alstertal, in der die Frauen von 1990 bis 1994 sogar in der ersten Bundesliga spielten.

### Cheerleading
2006 fusionierten die TuRa White Dragons mit ehemaligen Sportlern der Hamburg Blue Angels und gründeten, mit je einem Team in den Bereichen Kinder, Jugend und Erwachsenen, das Athletic Cheer Project (ACP). Heute besteht die Abteilung aus 10 Teams in verschiedenen Leistungsklassen in AllGirl (weibliche / diverse Sportler) und CoEd (männliche und weibliche / diverse Sportler). Das Athletic Cheer Project stellt seit Jahren national Team-Mitglieder und hat einige Weltmeister in ihren Rängen.
Die Teams nehmen regelmäßig an internationalen Meisterschaften, Europameisterschaften und Weltmeisterschaften teil.
Cheerleading in Deutschland ist Vorreiter in Bereich Prävention interpersoneller Gewalt. Die Cheerleading Abteilung von TuRa wurde mit dem Cheerleading und Cheerperformance Verband Deutschland (CCVD) Kinderschutzsiegel ausgezeichnet.

## Persönlichkeiten
- Leif Andersson
- Thomas Bliemeister
- Peter Leidreiter
- Uwe Mackensen
- Levin Öztunali
- Erwin Piechowiak